# Ktísmata
Ktísmata (Ktismata) är en ort i Grekland.   Den ligger i prefekturen Nomós Ioannínon och regionen Epirus, i den nordvästra delen av landet, 400 km nordväst om huvudstaden Aten. Ktísmata ligger 423 meter över havet och antalet invånare är 246.
Terrängen runt Ktísmata är huvudsakligen kuperad, men åt sydväst är den bergig. Runt Ktísmata är det mycket glesbefolkat, med 7 invånare per kvadratkilometer. Närmaste större samhälle är Delvináki, 6,9 km nordost om Ktísmata. I omgivningarna runt Ktísmata växer i huvudsak blandskog.